# Io (nimfa)
|  | No s'ha de confondre amb Ió (heroi). |

Segons la mitologia grega, Io (/ˈi.o/; grec antic: Ἰώ) fou una nimfa, filla d'Ínac i de Mèlia. Les tradicions varien sobre la persona del seu pare, però totes estan d'acord a fer-la princesa de l'estirp reial d'Argos i descendent d'Ínac. De vegades té per pare Iasos, però les versions més corrents la fan filla d'Ínac, el deu-riu. Quan se la considera filla d'Ínac, la seva mare és Mèlia, i quan és filla de Iasos, la seva mare és Lèucane.

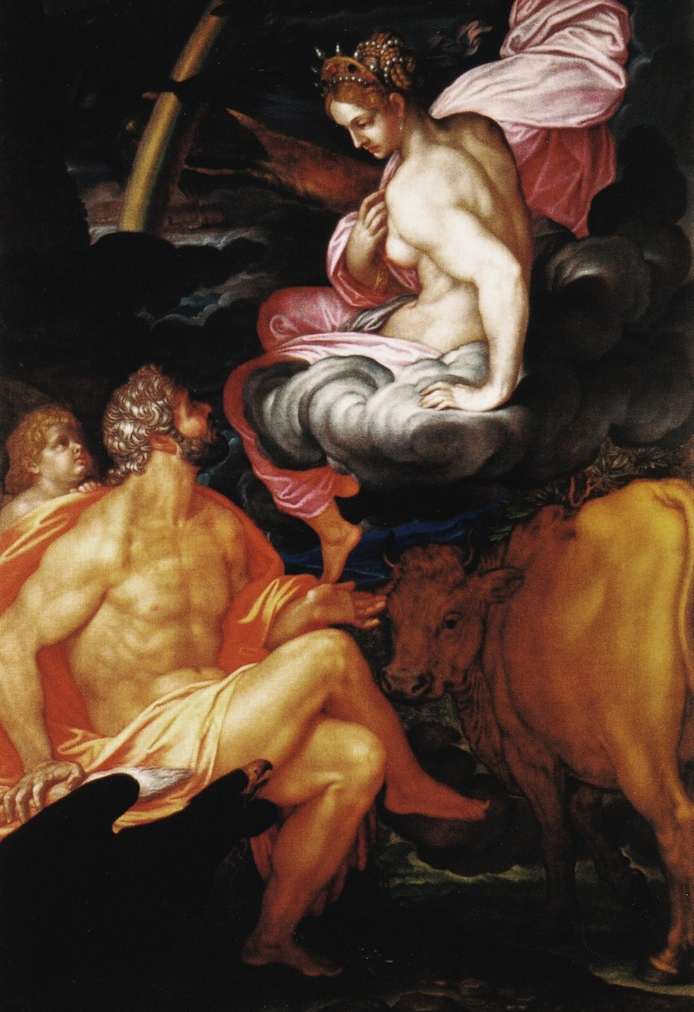
Io i Zeus

L'amor de Zeus per Io es deu a la seva bellesa. Es deia que un somni havia fet anar Io al llac de Lerna per lliurar-se a Zeus. Io va explicar el somni al seu pare, que va fer consultar l'oracle de Dodona i el de Delfos, que li van dir que obeís si no volia que ell i casa seva fossin fulminats per Zeus. Zeus es va unir a la jove i Hera va sospitar de seguida. Per tal d'evitar la gelosia de la seva dona, Zeus va transformar Io en una vedella d'una blancor meravellosa, i va jurar que no havia estimat mai aquell animal. Hera va exigir a Zeus que li oferís, i Io es va trobar consagrada a la seva rival, que, per vigilar-la la va confiar a Argos Panoptes, el dels cent ulls. Io, va vagar pels voltants de Micenes, i després per Eubea, i per tot arreu on passava naixien per a ella plantes noves. Zeus va tenir compassió de la seva amant (es diu que l'anava a veure en forma de toro) i va encarregar a Hermes que l'alliberés del gegant. Hermes va adormir cinquanta ulls d'Argos, mentre els altres cinquanta dormien de son natural. Després el va matar. Però la mort d'Argos no va alliberar Io, ja que Hera va enviar-li un tàvec per turmentar-la. Io, enfurismada, va recórrer Grècia, i passava el mar pels estrets que separen Europa d'Àsia, donant origen al Bòsfor (pas de la vaca). Va vagar per Àsia i finalment va fer cap a Egipte, on la van acollir bé i va tenir el fill que esperava de Zeus, Èpaf, que va ser rei d'Egipte. Recuperada la seva forma primitiva, i després de superar una altra prova posada per Hera, la recuperació del seu fill raptat pels curets, va tornar a Egipte per regnar-hi i on va ser venerada amb el nom d'Isis.
Alguns dels descendents de l'estirp d'Io són les Danaides, Perseu, Hèracles, Cadme i la seva germana Europa, Dionís o Èdip per citar-ne els més coneguts.